# Putumayo (distrito)
O Distrito peruano de Putumayo é um dos quatro distritos que formam a Província de Putumayo, situada no Departamento de Loreto, pertencente a Região Loreto, Peru.

## História
O então Presidente da República, Ollanta Humala, ao baixar o decreto de 5 de maio de 2014, cria a província de Putumayo.

## Alcaldes
- 2016-2018: Segundo Julca.

## Transporte
O distrito de Putumayo não é servido pelo sistema de estradas terrestres do Peru.